# Scoparia acropola
Scoparia acropola là một loài bướm đêm trong họ Crambidae.